# A lányok szexualizációja
Az APA (Amerikai Pszichológiai Társaság) munkacsoportja 2007-ben ült össze a lányok szexualizációja témakörében, mivel egy nagy nyilvános aggodalom és vita bontakozott ki az újságírók, gyermek pártfogói szervezetek, tanárok, szülők és pszichológusok között a lányok szexualizációjával kapcsolatban, mely egy növekvő és igencsak veszélyes probléma a lányokra nézve.

## Definíció
Az APA az alábbi definíciót fogalmazta meg
A szexualizáció akkor jelenik meg, ha:
- Egy egyén értékeit annak alapján ítéljük meg, hogy milyen annak szexuális fellépése, viselkedése, háttérbe szorítva más jellemzőket;
- Az egyéni standard a fizikai attraktivitással egyenlő, vagyis röviden „légy szexi”;
- Az egyén szexuálisan tárgyiasított, vagyis olyan, mint egy tárgy, mások szexuális használatára, és nem, mint egy önálló, döntésképes ember;
- A szexualitást indokolatlanul vetítjük ki egy egyénre.

A négy feltételnek nem kell mindenképpen megjelennie, van, ami csak jelzése a szexualizációnak, de a negyedik tipikusan releváns, illetve veszélyes a gyerekekre nézve.

## Tények a lányok szexualizációjával kapcsolatban
Gyakorlatilag a média minden formájában megtalálható a nők szexualizációja, így a televízióban, videóklipekben, dalszövegekben, videójátékokban, az Interneten, és hirdetésekben is egyaránt. A televízió műsoraiban az 1970-es évektől fokozatosan nő a szexuális tartalmak megjelenése, ma ott tartunk, hogy főműsoridőben óránként közel hat jelenet tartalmaz szexuális beszélgetéseket, vagy fizikai aktusokat.
A videójátékokban pedig a nők egy kimondottan erős szexuális lefestést kapnak.
Különösen érdekes lehet azoknak a műsoroknak, médiaformáknak a tanulmányozása, melyek népszerűek a gyerekek körében.
Rengeteg tanulmány kimutatta, hogy a nőket, szemben a férfiakkal, sokkal gyakrabban jelenítik meg szexuális magatartásokban (pl.: kihívó ruha, gesztusok) és gyakrabban tárgyiasítják is őket szexuálisan (pl.: dekoratív tárgyként jelenik meg a nő, vagy sokkal gyakrabban emelik ki a nő egy-egy testrészét, minthogy az egész nő fontos lenne, gondoljunk akár a női mellre)
A lányok szexualizációjával kapcsolatban egyéni példákat könnyen találhatunk, a fiatal sztárok körében népszerű a kislányos, iskolás stílus megjelenése, vagy ha a babákra gondolunk, akkor a Barbie babák, vagy a Bratz babák is általában kihívó öltözékben jelennek meg (miniszoknyában, térdzokniban, vagy csizmában stb.)
A lányok szexualizációja ugyanakkor nemcsak a médiából fakad, az interperszonális kapcsolatok (p.: társak, szülők, tanárok) ugyanolyan fontosak, sőt talán meghatározóbbak is lehetnek. Az anya a lányok nemi identitásának fejlődésében fontos szerepet játszik, hiszen mint első számú modell jelenik meg, így az, hogy az anya hogyan vélekedik saját testéről, meghatározhatja, hogy a lánya hogyan fog a saját testéhez viszonyulni.

## Következmények a lányok szexualizációjával kapcsolatban
A pszichológia különböző elméletekkel magyarázza, hogy a lányok és nők szexualizációja milyen hatást fejt ki a jól-létükre, fejlődésükre. A tanulmányok nagyrészt a késői serdülőkori lányokat vizsgálja, melyből következtetéseket lehet levonni a fiatal serdülőkorra, és a gyerekkora is, hiszen a fiatalabb lányokat valószínűleg sokkal érzékenyebben érintik ugyanazok a hatások, hiszen a saját testtudatuk még formálódás alatt van.

## Kognitív és emocionális következmények
A saját testről való túlzott gondolkodás hatására romlik a koncentráció képessége, illetve a mentális tevékenységek teljesítménye is. Egy kutatásban lányokat arra kértek, hogy próbáljanak fel egy fürdőruhát vagy egy pulóvert és értékeljék egymást. Miközben 10 percet várakoztak a ruhában egy matematikai tesztet kellett megoldaniuk a lányoknak. Az eredmények azt mutatták, hogy a fürdőruhában lévő lányok szignifikánsan rosszabbul teljesítettek, mint a pulóverben lévő lányok, ugyanakkor ez a hatás nem volt kimutatható fiatal fiúk esetében. Az érzelmi területet tekintve, ha saját testünkről gondolkodunk, és azt összehasonlítjuk az adott kultúra szexuális ideáljával, az rendkívül csökkenti a magabiztosságot, a saját testtel kapcsolatos komfort érzését, és növeli a negatív érzelmeket, a depressziót.

## Mentális és fizikai egészség
Komoly gondként jelentkezhetnek az evési rendellenességek, az alacsony önértékelés, valamint a depresszió. Számtalan tanulmány mutatott ki kapcsolatot, a női ideálnak (vékony ideálnak) való kitettség és az étkezési rendellenességek, alacsony önértékelés között.

## Szexualitás
A szexuális jól-lét fontos része az egészséges fejlődésnek. A lányok esetében komoly gondot okozhat a korai szexualizáció, hiszen így nem tud kialakulni egy egészséges testkép, ezáltal pedig negatív várakozásaik lesznek a későbbi szexualitással kapcsolatban is.

## Társadalomra gyakorolt hatás
A szexualizációnak a hatását a fiúk, férfiak és az idősebb nők is megérezhetik. A férfiaknak nehéz lehet „elfogadható” partnert találni az ideálok fényében, az idősebb nők pedig szenvednek attól, hogy az egyre fiatalabb és fiatalabb standardnak, szépségnek próbálnak megfelelni.
Általános társadalmi hatásként jelentkezhet a növekvő szexizmus, egyre kevesebb nő próbál karriert építeni a tudományok, technológia vagy a matematika területén, nem beszélve a szexuális bántalmazásokról és a gyermekpornográfia terjedéséről.

## Pozitív alternatívák
Mivel a média egy fontos forrása a lányok szexualizációjának, fontos lenne, hogy akár már az iskolában megtanítsuk a gyerekeknek, hogyan kell egy kritikus nézőpontot felvenni.
A szülők hasonló módon tudnak gyermekeiknek segíteni, a közös tv-nézések során segíthetnek ugyanezt a kritikus képességet kialakítani, ugyanakkor a család fontosabb értékeket adhat át a gyerekeknek, ezáltal csökkentve a szexualizáció hatását.
Egyes kutatások arra is rámutattak, hogy a különböző testmozgások segítik a megfelelő testkép kialakulását, ezáltal védőfaktorként jelentkezhet a korai szexualizáció ellen. Azok a 6-9 éves lányok például, akik rendszeresen táncolni jártak, nem gondolták, hogy az ideális vagy aktuális testképük egy kihívó öltözékben megjelenő babához hasonlítana.